# Tabernaemontana penduliflora
Tabernaemontana penduliflora är en oleanderväxtart som beskrevs av Karl Moritz Schumann. Tabernaemontana penduliflora ingår i släktet Tabernaemontana och familjen oleanderväxter. Inga underarter finns listade i Catalogue of Life.